# الخفاجية (العراق)
الخفاجية قرية في ناحية الحقلانية في جنوب قضاء حديثة في محافظة الأنبار، غرب جمهورية العراق، البعد بين بغداد والخفاجية 280 كيلومتراً، وهي مقاطعة رقمها 13، كانت الخفاجية تابعةً لناحية حديثة حتى يوم 1 كانون الثاني سنة 1966 حين صار اسم ناحية حديثة هو ناحية الحقلانية، وتتبعها مقاطعة الخفاجية.